# Altersvorsorge
In der Bundesrepublik Deutschland umfasst der Begriff Altersvorsorge die Gesamtheit aller Maßnahmen, die der Einzelne während seines Lebens trifft, um im Alter, regelmäßig nach dem Ende seiner Erwerbstätigkeit, seinen Lebensunterhalt – gegebenenfalls ohne Einschränkungen seines Lebensstandards – bestreiten zu können. Der Altersvorsorge dienen vornehmlich Leistungen aus der deutschen Rentenversicherung, der Beamtenversorgung, der betrieblichen Altersversorgung, der berufsständischen Versorgung, der privaten Lebens- und Rentenversorgung, weiterhin Kapitalerträgen aus Sachbesitz und der selbst bewohnten Immobilie. Arbeitslebensbegleitend dienen – insbesondere zum Schutz des Familienverbandes – dazu auch Versorgungen zur Absicherung des Ausfalls des Eigenerwerbs und für den Fall des Wegfalls des Versorgers selbst.

## Geschichte
Altersvorsorge oblag traditionell dem Familienverband und wurde jahrhundertelang durch „Sachleistungen“ in Form von Versorgung erfüllt (siehe etwa Ausgedinge). Die jeweils aktive und leistungsfähige Generation hatte sowohl die nachwachsende als auch die alternde Generation im Verbund einer Großfamilie zu versorgen. In einer derartigen gesellschaftlichen Situation basierte die Versorgung im Alter vor allem auf einer ausreichenden Kinderzahl, auf Eigentum an Haus und/oder landwirtschaftlicher Nutzfläche sowie – für eine kleine Minderheit der Bevölkerung – auf einem ausreichenden eigenen Vermögen. Mit der aufkommenden Industrialisierung und der damit zunehmenden geographischen Mobilität einerseits und gleichzeitiger Verarmung weiter Bevölkerungsschichten andererseits konnte diese Aufgabe innerhalb der Familien immer häufiger nicht in akzeptabler Weise gelöst werden.
Schon ab dem 17. Jahrhundert wurden erste staatliche Pensionssysteme für Zivilangestellte des Staates und Militärangehörige eingerichtet. Im 18. Jahrhundert entwickelten sich neben den Versorgungssystemen für Staatsbedienstete auch betriebliche Altersvorsorgesysteme. Schließlich wurde im ausgehenden 19. Jahrhundert im Rahmen der Bismarck’schen Sozialgesetzgebung eine gesetzliche Invaliditäts- (heute Erwerbsminderungs-) und Altersrente eingeführt. Die gesetzliche Rente war dabei zunächst als teilweise kapitalgedeckte Rente angelegt, im 20. Jahrhundert ging der aufgebaute Kapitalstock jedoch durch zwei Weltkriege, Inflation und Wirtschaftskrise verloren, so dass die gesetzliche Altersrente in den 1950er Jahren auf das Umlageverfahren umgestellt wurde. Die Entwicklung der letzten 150 Jahre hat zu dem Ergebnis geführt, dass sich die Verantwortung für die Altersvorsorge vom Familienverband und dem Individuum zu größeren Gruppen (Staat, Kollektiv der Versichertengemeinschaft) verlagert hat. Vor allem die demographische Entwicklung und die Alterung sowie Entjüngung der Gesellschaft haben seit den 1990er Jahren für Reformer der Altersversorgung als Argument dazu gedient, die individuelle Verantwortlichkeit für die eigene Altersvorsorge wieder stärker zu betonen.
In Deutschland darf der Staat aufgrund des Sozialstaatsprinzips des Grundgesetzes den abhängig beschäftigten Arbeitnehmer nicht allein auf das Subsidiaritätsprinzip verweisen. Es gilt das aus ebendiesem Sozialstaatsprinzip fließende Prinzip des Überforderungsschutzes. Der Staat muss insoweit ordnungspolitisch tätig werden. Da hier ein grundlegendes Spannungsverhältnis zu den Freiheits- und Gleichheitsrechten besteht, müssen die staatlichen Maßnahmen geeignet, erforderlich und angemessen sein, d. h. dem Verhältnismäßigkeitsgrundsatz entsprechen. In der gesellschaftspolitischen Diskussion geht es im Wesentlichen nur noch darum, ob nicht auch bislang unversorgte Personengruppen einbezogen werden sollen. Weiterhin geht es um die Ausgestaltung dieser Versorgung.

## Allgemeines
Das heutige System der Alterssicherung in Deutschland basiert seit dem Altersvermögensgesetz und dem RV-Nachhaltigkeitsgesetz auf dem so genannten „Drei-Säulen-Modell“:
- 1. Säule: Die gesetzliche Vorsorge (Pflichtbeiträge zur gesetzlichen Rentenversicherung): Umlageverfahren. Dazu zählen die Sozialversicherungsrente der Arbeitnehmer, die Alterssicherung der Landwirte (AdL), die Berufsständische Versorgung (BSV), die Künstlersozialversicherung und die Beamtenversorgung.
- 2. Säule: Ergänzende erwerbsbasierte Alterssicherung. Dazu zählt hauptsächlich die Betriebliche Altersvorsorge, aber auch die Zusatzversorgung des öffentlichen Dienstes (ZÖD).
- 3. Säule: Private Vorsorge (Ansparung von Kapital mit der Möglichkeit des späteren Verzehrs): Fondssparpläne, Riester-Rente, Rürup-Rente, private Renten- oder Lebensversicherung, Wohneigentum, Einkommen aus Vermietung und Verpachtung, Betriebsvermögen.

Eine alternative Klassifizierung ist das 3-Schichten-Modell, das nicht den Träger der Altersvorsorge, sondern steuerliche Aspekte in den Vordergrund stellt:
- 1. Schicht: Gesetzliche Rentenversicherung, Beamtenversorgung, berufsständische Versorgung, Rürup-Rente (Kohortenversteuerung)
- 2. Schicht: Betriebliche Altersversorgung, Riester-Rente (nachgelagerte Versteuerung)
- 3. Schicht: Sonstige Kapitalanlagen, zum Beispiel private Kapital- und Rentenversicherungen (Ertragsanteilversteuerung), Immobilienbesitz und Wertpapierdepots.

Bis heute wird kritisiert, dass das Anfang der 2000er Jahre eingeführte Drei-Säulen-Modell für die Versicherten teurer und in den Leistungen schlechter sei, als dies vormals die gesetzliche Rentenversicherung konnte.

## Gesetzliche Vorsorge
Die gesetzliche Vorsorge basiert auf dem Umlageverfahren. Die eingezahlten Beiträge werden nicht gespart, sondern für die Rentenzahlungen an die derzeitigen Rentner verwendet. Daher besteht auch kein Anspruch auf Rückzahlung der eingezahlten Beiträge, sondern nur auf Beteiligung an den laufenden Einnahmen (sogenannte Anwartschaft). Die junge Generation kommt damit für die Rente der älteren Generation auf (so genannter Generationenvertrag). Dieser beruht auf dem Solidaritätsprinzip. Aufgrund der Alterspyramide in Deutschland und vielen anderen europäischen Ländern müssen aber zukünftig immer weniger Arbeitnehmer die Renten von immer mehr Rentnern finanzieren. Die vorhandenen Stellgrößen sind das Versorgungsniveau, der Beitragssatz, Zuschuss von Bundesmitteln und das gesetzliche Rentenalter.
Seit 2012 steigt das Regelrenteneintrittsalter. Für den Geburtsjahrgang 1947 bedeutete das die Anhebung um einen Monat gegenüber dem 65. Lebensjahr. Die nachfolgenden Jahrgänge wurden steigend um je einen zusätzlichen Monat angepasst, bis der Jahrgang 1958 im Jahr 2024 mit dem 66. Lebensjahr in die (abschlagsfreie) Regelaltersrente gehen kann. Die darauf folgenden Jahrgänge müssen mit einer beschleunigten Anhebung der Altersgrenze um jeweils zwei Monate pro Jahr rechnen; damit wird die volle Anhebung auf das 67. Lebensjahr erstmals im Jahr 2029 für den Jahrgang 1964 wirksam. Jeder Monat der vorzeitigen Inanspruchnahme führt zu einem Rentenabschlag von 0,3 Prozent des Rentenbetrages, pro Jahr also von 3,6 Prozent.
Im Jahr 2006 veröffentlichte das Institut für Arbeitsmarkt- und Berufsforschung eine Analyse, wonach sich wegen der Anhebung des Rentenalters auf 67 Jahre und durch das Wachstum der älteren Bevölkerung der oft prognostizierte Rückgang des Erwerbspersonenpotenzials deutlich verzögere. Es steige bis zum Jahr 2030 um zwischen 1,2 Millionen und über 3 Millionen Erwerbspersonen.
Politisch wird für eine zusätzliche private oder betriebliche Altersvorsorge geworben, da die gesetzliche Vorsorge in Zukunft nach einer verbreiteten Meinung nur noch den Grundbedarf abdecken, aber nicht mehr den Lebensstandard sichern können wird.
Der Anspruch auf Beamtenversorgung wird neben der Besoldung durch die Dienstleistung des Beamten erworben und richtet sich nicht gegen eine Versorgungskasse, sondern gegen den Dienstherrn. Der Abzug eines Beitrags des Beamten schied nach Auffassung des Bundesgesetzgebers aus, denn die Höhe der Besoldung sei gerade mit Rücksicht auf die Versorgung niedrig gehalten und die Besoldung könne nicht zu diesem Zweck erhöht werden. Entsprechendes gilt für die Soldatenversorgung.
Auch die unterschiedlichen Versorgungsansprüche des Bundespräsidenten und der Minister sowie die Altersentschädigung der Abgeordneten des Bundestags und der meisten Landesvolksvertretungen werden durch die Wahrnehmung des Amts bzw. Mandats erworben.

## Betriebliche Altersversorgung
Betriebliche Altersversorgung (bAV) liegt vor, wenn ein Arbeitgeber einem Arbeitnehmer aus Anlass des Arbeitsverhältnisses eine Versorgungszusage erteilt.
Die arbeitsrechtlichen Aspekte der betrieblichen Altersversorgung sind im Betriebsrentengesetz (BetrAVG), vormals Gesetz zur Verbesserung der betrieblichen Altersversorgung, geregelt. Zusätzlich wird die betriebliche Altersversorgung steuerlich flankiert, um diese Art der Altersvorsorge zu stärken.
Das Betriebsrentengesetz sieht außerdem neben der Arbeitgeberfinanzierung auch ein initiatives Recht des Arbeitnehmers auf betriebliche Altersversorgung durch Entgeltumwandlung vor (Rechtsanspruch gemäß § 1a BetrAVG). In diesem Fall wird auf einen zukünftigen Teil des Gehaltes zugunsten einer Altersversorgung verzichtet. Da diese Variante Steuervorteile für Arbeitgeber und Arbeitnehmer bringt, erfreut sie sich allgemeiner Beliebtheit. Betriebliche Altersversorgung kann auf verschiedene Arten durchgeführt werden.
Das Betriebsrentengesetz bestimmt hierzu fünf zulässige Durchführungswege:
- Direktzusage
- Pensionskasse
- Pensionsfonds
- Unterstützungskasse
- Direktversicherung

Bei der Wahl des Durchführungsweges hat der Arbeitnehmer in der Regel keine Wahl. Erfolgt die Durchführung jedoch über eine Pensionskasse, einen Pensionsfonds oder eine Direktversicherung und als Entgeltumwandlung, so hat der Arbeitnehmer einen Anspruch darauf, dass der Vertrag die Voraussetzungen einer staatlichen Zulagen-Förderung erfüllt.
Ein Problem der betrieblichen Altersversorgung können die Regelungen bei vorzeitigen Ausscheiden aus dem Arbeitsverhältnis ohne Eintritt eines Versorgungsfalls sein. Die Möglichkeiten, eine Versorgungszusage bei einem neuen Arbeitgeber fortzusetzen (Portabilität) – was für den neuen Arbeitgeber die Übernahme der bestehenden Verpflichtungen bedeutet – werden durch die Gesetzgebung beständig verbessert. Allerdings sind die Ansprüche, nicht so bei Entgeltumwandlung, erst nach Eintritt der gesetzlichen Unverfallbarkeit gesichert. Bei frühem Arbeitgeberwechsel (vor Eintritt der Unverfallbarkeit) kann der gesamte Anspruch des Arbeitnehmers verfallen. Die Frist beträgt für Zusagen, welche nach dem 31. Dezember 2000 erteilt wurden, fünf Jahre. Zusätzlich muss der Anwärter bei Ausscheiden das 30. Lebensjahr bei Zusagen bis zum 31. Dezember 2008, seit dem 1. Januar 2009 das 25. Lebensjahr vollendet haben.
Der Anspruch auf Leistung richtet sich gegen den Arbeitgeber, auch wenn dieser sein Risiko auf einen externen Durchführungsweg ausgelagert hat (Durchgriffshaftung). Für den Fall einer Insolvenz des Arbeitgebers werden Leistungen aus Pensionszusage, Unterstützungskasse und Pensionsfonds stets durch den Pensionssicherungsverein garantiert. Pensionskassen und Direktversicherungen (in den meisten Fällen) gewähren von sich aus einen Rechtsanspruch, so dass der PSVaG im Insolvenzfall grundsätzlich nur in bestimmten Ausnahmefällen eintreten muss.

### Lebensarbeitszeitkonten
Auf ein Lebensarbeitszeitkonto kann ein Arbeitnehmer Überstunden einzahlen. Diese werden dann als Wert angelegt und dem Arbeitnehmer zurückerstattet, wenn dieser längere Auszeiten nimmt, z. B. für Fortbildung oder um den Renteneintritt vorzuziehen.
Ein Wertkonto existiert auch als Geldwertkonto. Dabei hat der Betrieb in der Regel einen Vertrag mit einer Versicherung abgeschlossen. Der Arbeitnehmer kann dann Gehaltsbestandteile auf das Wertkonto übertragen. Die eingezahlten Beiträge werden dem Bruttolohn entnommen. Dabei werden auch die Sozialversicherungsbeiträge des Arbeitgebers auf dem Wertkonto gutgeschrieben.
Das Wertkonto kann beispielsweise für ein Sabbatical oder für eine Elternzeit genutzt werden. Der Arbeitnehmer erhält Beträge aus dem Wertkonto, ohne dass das Arbeitsverhältnis aufgelöst wird.
Bei Eintritt in die Rente kann das Wertkonto steuergünstig in eine Altersversorgung überführt werden. Bei Kündigung oder Tod wird i. d. R. das Wertkonto aufgelöst und ausgezahlt. Die Sozialversicherungsbeiträge werden abgezogen. Das eingezahlte Kapital wird nach der Fünftelregelung (wie bei Abfindungen) versteuert.
Der Übertrag des Wertkontos auf eine Altersversorgung ist als Gehaltsumwandlung auszulegen und unterliegt daher Höchstgrenzen. Werden diese überschritten, handelt es sich um einen sozialversicherungspflichtigen Störfall. Lebensarbeitszeitkonten eignen sich daher nicht als Ersatz für eine betriebliche Altersvorsorge, sondern zur Finanzierung eines vorzeitigen Ruhestandes.

## Private Vorsorge
Die private Altersvorsorge basiert auf der Grundidee des Kapitaldeckungsverfahrens. Das eingezahlte Kapital sowie die erwirtschafteten Zinsen stehen nach Abzug der Kosten und gegebenenfalls des Abzugs von Beitragsanteilen für biometrische Risiken (wie Berufsunfähigkeits- oder Todesfallabsicherung) dem Sparer zu. Er kann eine lebenslange Rente wählen und hat in bestimmten Konstellationen auch die Option zu einer Kapitalauszahlung.

### Staatlich geförderte Vorsorge
Die Riester- und Rürup-Rente sind im Zuge der letzten großen Rentenreformen entstanden und sollen unter anderem das sinkende Rentenniveau des Eckrentners kompensieren. Diese Formen der Altersvorsorge unterliegen besonderen Regelungen. Dazu gehört, dass eine staatlich geförderte Altersvorsorge nicht beliehen, veräußert, verpfändet oder vererbt werden kann. Ausnahmen sind möglich, z. B. lässt sich eine Riester-Rente an einen definierten Personenkreis vererben.
Zusätzlich rechnen Sozialhilfeträger, wenn der Versicherungsnehmer im Laufe seines Arbeitslebens bedürftig werden sollte („Hartz-IV-Sicherheit“), das staatlich geförderte Altersvorsorgevermögen nicht auf ALG-II an. Das angesparte Kapital soll ausschließlich zur Altersversorgung des Sparers dienen. Wenn im Todesfall kein erbberechtigter Ehepartner mit eigenem Riestervertrag als Erbe in Frage kommt, sind die staatlichen Förderungen zurückzuzahlen. Das restliche Sparkapital fällt in die Erbmasse und wird wie sonstiges Vermögen vererbt.

#### Riester-Rente
Die Riester-Rente ist eine bekannte Form staatlich geförderter, freiwilliger Altersvorsorge (Stand 2023: 15,5 Millionen).

#### Rürup-Rente
Bei der Rürup-Rente handelt es sich ebenfalls um eine freiwillige Vorsorge. Sie ist vornehmlich für (versicherungsfreie) Selbständige und in Einzelfällen für Freiberufler interessant. Aber auch gutverdienende Angestellte und Beamte können so ergänzend für das Alter vorsorgen. Vereinfacht gesagt, kann sich die Rürup-Rente für alle Personen lohnen, die nicht sozialversicherungspflichtig zur gesetzlichen Rentenversicherung sind.

### Staatlich nicht geförderte Vorsorge
Private Vorsorge mit Aktien, Fonds, Immobilien, Sparplänen oder Versicherungsverträgen genießen keinen gesetzlich garantierten Bestandschutz der eingezahlten Beiträge. Andererseits kann mit diesen Formen der Altersvorsorge auch ein generationenübergreifender Vermögensaufbau erreicht werden, da das angesparte Vermögen in der Regel verfügbar und vererbbar ist. Des Weiteren kann die steuerliche Situation zum Auszahlungszeitpunkt eine Rolle spielen. Im Gegensatz zu den „geförderten Produkten“ der betrieblichen Altersversorgung und der Riester- wie Rürup-Renten, welche im Alter der nachgelagerten Besteuerung der Rentenleistungen unterliegen, unterfallen die während der Anwartschaftszeit „nicht geförderten Produkte“ im Rentenalter umgekehrt, allein der günstigeren Ertragsanteilversteuerung.

#### Fondssparplan
Ein Fondssparplan ist ein Sparvertrag in den regelmäßig Geld eingezahlt wird und dafür Fondsanteile erworben werden. Da diese Form der Kapitalanlage keine staatliche Förderung erhält, steht es dem Anleger frei, wann und wie er über sein Vermögen verfügen will.
Eine Investition in Fondssparpläne zeichnet sich durch eine hohe Kostentransparenz aus. Anfallende Kosten (z. B. Verwaltungsgebühren oder Ausgabeaufschläge) sind in den Preisverzeichnissen der Banken, Sparkassen und Fondsgesellschaften dokumentiert.

#### Immobilienbesitz
Auch der Erwerb von Immobilien während der Erwerbsphase kann zum Erhalt des Lebensstandards im Ruhestand beitragen (Stichwort: „mietfreies Wohnen“). Bei Vermietung muss der Überschuss der Einnahmen über die Werbungskosten versteuert werden, was die Rendite schmälert.
Immobilienfonds sind eine weitere Möglichkeit, Kapital zur Absicherung des Alters aufzubauen.

#### Aktien
Auch der Kauf von Aktien ist eine Möglichkeit, Kapital zur Absicherung des Alters aufzubauen.

## Altersvorsorge bei Familienarbeit
Durch die Rahmenbedingungen von Haus- und Familienarbeit sowie von Erwerbsarbeit hat Deutschland im OECD-Vergleich den größten Geschlechterunterschied bezüglich der Altersvorsorge. Im Jahr 2011 war der Gender-Pension-Gap hier mit 44 % deutlich höher als im OECD-Durchschnitt (28 %). Dies geht insbesondere auf die alten Bundesländer zurück, die 2014 bei einer Lücke von 42 % lagen, während die neuen Bundesländer mit 23 % unter dem OECD-Durchschnitt lagen.
Wer ganz oder zeitweise nicht erwerbstätig ist, um sich der Kindererziehung oder der Pflege von Angehörigen zu widmen, erhält unter sehr begrenzten Umständen daraus eigene finanzielle Ansprüche für das Alter.
In Deutschland wird gemäß § 56, § 249 und § 249a SGB VI eine begrenzte Anzahl von Jahren als Kindererziehungszeit in der gesetzlichen Rentenversicherung als Beitragszeiten anerkannt. Unter bestimmten Voraussetzungen sind auch Zeiten der Pflege von Angehörigen Beitragszeiten in der Rentenversicherung.
Bei Ehepartnern und eingetragenen Lebenspartnern, die nicht durchgängig erwerbstätig sind oder waren, wird von einer Versorgung durch den erwerbstätigen Partner ausgegangen. Im Falle einer Scheidung wird über den Versorgungsausgleich finanzielle Gerechtigkeit bei der späteren Rente gewährleistet. Ziel ist es, dem Partner, der etwa wegen der Kindererziehung während der Ehe weniger gearbeitet hat und damit weniger Rentenansprüche sammeln konnte, trotzdem eine unabhängige Versorgung zu ermöglichen. Auch bei einer späteren weiteren Ehe bleibt der Versorgungsausgleich aus der vorherigen Ehe erhalten. Die Entscheidung über den Versorgungsausgleich fällt das Familiengericht. Das gilt auch für eine gescheiterte eingetragene Lebensgemeinschaft.
Nach dem Tode eines Ehepartners besteht ein Anspruch auf Hinterbliebenenrente, der allerdings bei einer erneuten Eheschließung erlischt.
Frauen sind häufiger von Altersarmut betroffen als Männer. Gründe hierfür sind die Zeit, die für die Kindererziehung aufgewendet wird, sowie das niedrigere Lohnniveau. Zudem können Unterhaltsregelungen bei der Altersarmut eine Rolle spielen: Geschiedene Hausfrauen können bzw. konnten seit der Einführung des neuen Unterhaltsrechts im Jahr 2008 nicht mehr auf einen Unterhalt vom Ex-Ehemann zusätzlich zur eigenen Altersrente zählen. Da aber viele Hausfrauen, im Vertrauen auf den zuvor geltenden Anspruch auf lebenslangen Versorgungsunterhalt, kaum selbst in die Rentenkasse eingezahlt haben, sind sie von Altersarmut bedroht. Am 13. Dezember 2012 beschloss die Bundestagsmehrheit allerdings eine Ergänzung des § 1578b Bürgerliches Gesetzbuch zum Ausgleichsunterhalt in Abhängigkeit von der Dauer der Ehe und von ehebedingten Nachteilen.

## Altersvorsorgepflicht
Seit vielen Jahren wird das Thema Altersvorsorgepflicht für Selbständige diskutiert. Ausgespart sind diejenigen Selbständigen, die über eine Berufsständische Versorgung pflichtversichert sind. Die Altersvorsorgepflicht für Selbstständige, die der Koalitionsvertrag der 19. Wahlperiode des Bundestages vorsah, wurde auf unbestimmte Zeit verschoben. Der Koalitionsvertrag der 20. Wahlperiode des Bundestages sieht die Einführung einer Pflicht zur Altersvorsorge mit Wahlfreiheit weiterhin vor.
Die entsprechenden Rentenversicherungsberichte veröffentlicht das Bundesministerium für Arbeit und Soziales (BMAS). Sie sind zum Teil Grundlage der politischen Diskussionen.
Bei Selbständigen geht es in der Diskussion immer wieder um die Einbeziehung in staatliche Versorgungseinrichtungen und um die Ausgestaltung der Versorgung. Es gibt einschränkende und ausdehnende Regelungen für diese Versorgungssysteme.
Die möglichen Zielsetzungen von Altersversorgungssystemen im internationalen Vergleich reichen von Vermeidung der Altersarmut bis hin zur Sicherstellung des erreichten Lebensstandards.

## Gleichstellungsproblematik
Frauen verdienen häufig weniger als Männer und sie haben seltener gutbezahlte Führungspositionen inne. Außerdem hat ein Teil der Frauen durch Schwangerschaft und Kindererziehung – meist längere – Ausfallzeiten. Hierdurch bedingt erhalten Frauen im Durchschnitt deutlich weniger Rente aus der gesetzlichen Rentenversicherung als Männer. Manche Frauen waren nur Hausfrau (also nie erwerbstätig) und haben deshalb keinen eigenen Anspruch auf Rente (siehe Altersarmut, Gender-Pension-Gap).
Frauen haben eine längere durchschnittliche Lebenserwartung als Männer. Wenn sie private Rentenverträge abschließen, müssen sie für den Erhalt einer bestimmten Rentensumme mehr zahlen als Männer, weil sie durchschnittlich länger Renten aus diesem Vertrag erhalten.
Zum 1. Januar 2006 wurden für Riester-Renten Unisex-Tarife eingeführt. Seitdem müssen Männer den gleichen Betrag wie Frauen entrichten, obwohl sie die Leistungen für einen statistisch kürzeren Zeitraum erhalten. Seit 2012 müssen sämtliche Kalkulationen zu Versicherungstarifen geschlechterneutral umgesetzt werden (EuGH, Rechtssache C-236/09).

## Digitale Rentenübersicht

Logo

Seit dem 30. Juni 2023 befindet sich die digitale Rentenübersicht in der Erprobungsphase mit dem Ziel, Transparenz und Klarheit bezüglich der individuellen Absicherung aus allen drei Säulen der Alterssicherung (gesetzlich, betrieblich und privat) zu schaffen. Die Übersicht soll den Versicherten Maßnahmen für weitere Vorsorge ermöglichen, um den eigenen angestrebten Lebensstandard im Alter zu erreichen. Seit Januar 2024 befindet sich das Online-Portal im Regelbetrieb.